# 金重道明
金重 道明（かねしげ みちあき、1934年4月1日 - 1995年12月20日）は、岡山県出身の陶芸家。備前焼の陶工。

## 略歴
- 1934年 - 岡山県備前市伊部に金重陶陽の長男として生まれる。
- 1956年 - 金沢美術工芸大学工芸科卒業。
- 1957年 - 朝日現代陶芸展初入選。以後連続入選。
- 1958年 - 日展入選。
- 1960年 - 渡米。
- 1961年 - 2月帰国。
- 1964年 - 日本伝統工芸展入選。以後度々入選する。
- 1967年 - アメリカ合衆国・メキシコで開催の「国際芸術見本市」に出品。
- 1968年 - 京都国立近代美術館・東京国立近代美術館開催「現代陶芸の新世代」展出品。
- 1969年 - 日本工芸会正会員となる。
- 1970年 - 第2回ヴァルロス国際陶芸ビエンナーレ出品。
- 1971年 - 第3回金重陶陽賞受賞。
- 1973年 - 一水会陶芸展出品、委員に推挙される。
- 1975年 - 鈴木藏と双戌展開催。名古屋松坂屋、日本橋高島屋にて個展開催。東京大丸にて開催の「備前一千年」展に出品。
- 1976年 - 東ドイツにて開催の「日本の陶磁名品」展に出品。
- 1979年 - 第7回中日国際陶芸展審査員。大阪高島屋にて個展開催。
- 1980年 - 日本陶磁協会賞受賞。名古屋松坂屋にて個展開催。
- 1981年 - 岡山、京都高島屋にて作陶25周年記念展開催。
- 1982年 - 第7回アジア芸術祭（香港）「現代日本陶芸」展に招待出品。
- 1983年 - 岡山天満屋にて個展開催。米国スミソニアン博物館「備前の名陶その源流から現代まで」に出品。大阪・岡山・東京高島屋にて個展開催。ヴィクトリア&アルバート博物館にて開催の「現代日本陶芸」展に出品。
- 1984年 - 西ドイツ国内巡回開催の「土と炎ー現代日本の伝統陶芸」展に出品。
- 1985年 - 岡山・福山天満屋、東京高島屋にて作陶30年記念展開催。
- 1986年 - 広島天満屋にて個展開催。
- 1995年 - 呼吸不全のため死去[1]。